# 分析心理学
分析心理学（ぶんせきしんりがく、独語：Analytische Psychologie，英語：Analytical Psychology）は、スイスの精神科医・心理療法家であったカール・グスタフ・ユングが創始した深層心理学理論で、心理療法理論である。ユング心理学とも呼ばれる。
コンプレックス（感情複合）の現象を研究したユングは、言語連想実験等を通じて深層心理の解明を志向し、当時、精神分析を提唱していたウィーンのジークムント・フロイトから大きな影響を受けた。しかし、ユングは「リビドー」の概念を、従来よりはるかに幅の広い意味で定義し直してフロイトと訣別し、「集合的無意識」の存在を提唱し、元型の概念において、神話学、民俗学、文化人類学等の研究に通底する深層心理理論を構成した。

## ユング心理学の基本概念

### 連想実験とコンプレックス概念

#### 言語連想実験
初期のユングの研究のなかで、もっとも代表的で、深層心理学の研究者としてのユングを世に周知のものとしたのは、1904年に公刊された「連想実験」に関する論文であった。
言語の連想により無意識の内容を意識化し、理解する試みはジークムント・フロイトの自由連想にすでに見られるが、ユングは一連のごく簡単な単語を用意し、被験者に連想してもらい、あわせて応答にかかる時間を測定、さらに再び最初から最後までチェックして、平均的な応答と「特殊な応答」の違いを浮彫りにした。ユングは後者の反応を無意識のコンプレックスと関連づけたが、「連想実験」は単語や時間の測定数値、再現性の有無という具体的なデータが提示され、かつ統計的な比較が成されており、客観的で科学的な価値を持っている。

#### コンプレックスの概念
応答の時間のずれが生じたり、スムーズな再生が見られない刺激語を詳細に調べて行くうちに、ユングは、刺激語が、被験者自身にとっても意識されていない、何かの感情的意味を持っていることを見出した。綿密な研究の後、ユングは、被験者の心には、意識されていない感情と観念の複合体が存在し、この複合体に抵触する刺激語が提示されたとき、応答の時間のずれが生じることを確認した。
ユングは、このような、無意識にある観念と感情の複合体を「コンプレックス（Complex）」と名づけた。分析心理学は、別名、コンプレックス心理学（独語：Komplexe Psychologie）とも呼ぶが、それは、コンプレックス概念が、ユングの分析心理学の基本となるからである。

### 集合的無意識と神話

#### 元型の発見
ユングは個人のコンプレックスが単一ではなく多数存在し、コンプレックス相互の関係を研究する過程で、更に深層に、自我のありようとは独立した性格を持つ、いわば「普遍的コンプレックス」とも呼べる作用体を見出した。
それは、男性であれば、自我を魅惑してやまない「理想の女性」の原像であり、また困難に出逢ったとき、智慧を開示してくれる「賢者」の原像でもあった。ユングは、このような「原像」が、個人の夢や空想のなかで、イメージとして出現することを見出したが、個人の無意識に存在するこのような原像が、また、民族の神話や、人類の諸神話にも共通して現れることを見出した。

#### 集合的無意識と古態型
これらの像は、フロイトの学説にある「抑圧」等が起こる無意識層よりも更に深い位置にあり、民族や人類に共通する原像であった。ユングは、このような像は、個人の体験に基づいて構成されたのではなく、人類の極めて長い時間の経験の蓄積の結果、構成されたもので、遺伝的に心に継承されると考え、これらの像を生み出す性向を、「古態型（Arche-Typ，元型）」と名づけた。
神話的元型が存在すると考えられる無意識の層はきわめて深く、また民族等に共通するため、このような層を、ユングは「集合的無意識（Collective Unconscious）」と定義した。

### 意識の階層理論と元型

#### 意識の階層
こうして、ユング心理学では、個人の「心・魂（Psyche）」は、自我がその中心としてある意識と、無意識にまず二分され、後者は更に、個人的無意識と集合的無意識に分けられた。
- 意識 ： 自我
- 個人的無意識 : 個人によって抑圧(忘却)されて生じた無意識　コンプレックス
- 集合的無意識 ：個人には通常意識されない先天的な無意識　諸元型

### 心的エネルギーの方向性と性格類型

MBTIにおける、支配的機能と補完機能

自我は、その関心を、周囲の環境である「外的世界」に向ける場合と、こころの世界である「内的世界」に向ける場合がある。主として、行為の動機を外的世界から引き出す人と、内的世界から引き出す人では、心的エネルギーの方向ひいては自我のありように差異が存在し、ここから二つの性格類型が分かれるとされた。
- 外向型
- 内向型

心的エネルギーの方向性とは別に、「心の機能」類型というものが考えられ、それは、合理的(判断)機能と非合理的(要素的)機能の二つにカテゴライズされる。前者はさらに「思考」(区別原理)と「感情」(関係原理)に、後者はさらに「感覚」(現実性)と「直観」(可能性)に分かたれるため、合計四種類に分かれる。個人は、その精神活動において、いずれか一つの心的機能を、主要機能として使うため、四種類の心的機能による性格類型が考えられる。更に、内向・外向の心的類型と組み合わさり、計八種類の心的類型・性格類型が成立する。
- 合理的機能
  - 思考型 （外向／内向）
  - 感情型 （外向／内向）
- 非合理的機能
  - 感覚型 （外向／内向）
  - 直観型 （外向／内向）

さらに主要機能を補完するものとしての補助機能があり、主要機能とは必ず別のカテゴリに属する。たとえば主要機能が非合理的な「感覚」である場合、補助機能は合理的な「思考」か「感情」の何れかとなる。主要機能でも補助機能でもない機能は、本人のものとは自覚されず他者に投影される傾向をもつ劣等機能となる。尚、たとえば優越(主要および補助)機能が外向であれば、劣等機能は内向となる。また建設的な優越機能に対し、劣等機能はしばしば破壊的な傾向をもつ。

### 因果性と共時性
ユング心理学においては、外的世界の物質の運動を主として規定する「因果性」と共に、因果性とは独立して、「意味」や「イメージ」の「類似性・類比性」によって、外的世界の事物や事象、個人の精神内部の事象等が互いに同時的な相関性を持つ「共時性（シンクロニシティ）」が存在するとされる。

#### 布置（Constellation）
個人の精神が困難な状態に直面したり、発達の過程において重要な局面に出逢ったとき、個人の心の内的世界における問題のありようと、ちょうど対応するように、外的世界の事物や事象が、ある特定の配置を持って現れてくることを、布置（コンステラツィオーン、独語：Konstellation）という。
布置は、共時性の一つの現れであると考えられる。

## 魂の意味と分析心理学の成立

### 精神医学者としてのユングと精神医学
カール・グスタフ・ユングは、フロイト（1856－1939）をはじめとする精神分析学の心理療法家たちとは異なり、当時いまだ発展途上にあった精神医学の研究者であった。精神医学の課題は、人間の精神つまり心（魂）に起こる、変調あるいは病を研究し、身体医学において成功したように、病よりの治療法を確立することが大きな目標としてあった。
しかし、精神の病とは一体何なのか。古代ギリシアにおいては、てんかんは神のもたらす神聖な病だと考えられていたが、近代ヨーロッパはそのような見方を否定した。とはいえ、それでは「てんかん」とは何で、どのような原因で起こるのか、理解していた訳ではない。広義に「狂気」とは何なのかが、定かでなかったと言える。
現象的あるいは症状的に精神の障害を記述し、分類を試みたのはクルト・シュナイダー（1887－1967）であり、シュナイダーの方法は、今日でもアメリカ精神医学会（APA）が定める DSM において症状記述として継承されている。
シュナイダーより半世紀前に、精神の障害・異常あるいは病の系統分類で画期をもたらしたのは、ドイツの精神医学者であるエミール・クレペリン（1856－1926）であり、彼は19世紀末、「早発性痴呆 （dementia praecox，1893年）」の名で精神分裂病（統合失調症）を定義し、躁鬱病や神経症とは根本的に何かが異なることを明らかにした。
スイスのオイゲン・ブロイラー（1857－1939）は、クレペリンの疾病概念をほぼ継承しつつ、精神が有機的な要素の連合として機能しており、この連合が何かの理由で乖離・分裂するとき、早発性痴呆の症状が生じるとし、早発性痴呆は必ずしも、「早発性」ではないことも考慮した上で、これを「精神分裂病群 （Schizophrenien）」と名づけた（1911年）。
ブロイラーは分裂病が、単一の精神疾患ではなく、機制の異なる複数の疾患の総称（症候群）である可能性を主張しており、複数形で表現した。後に、単数形で Schizophrenie と書かれるようになる。現代の知見においても、統合失調症（精神分裂病）は単一の精神疾患ではなく、複数の疾患か、更にそれらが輻輳したものであるとの考えが有力である。

### 精神分裂病における意味の発見
スイスのチューリッヒ大学で、助手としてブロイラーより教えを受けたユングは、医師としての経験を経た後、フランスのピエール・ジャネ（1859－1947）より心の力動的把握を学んだ。"The Psychogenesis Of The Mental Disease" 　において彼は,ジャネ、フロイト、ブロイラー等様々な人々の仕事を挙げ、自分の臨床経験も判断材料につけ加えながら、統合失調症についての考察を進めている。
ユングはジャネのいうabaissement du niveau mental、心的水準の低下に着目し、フロイトの夢分析において述べられている意識の「圧縮」機能、すなわち感情記憶、言葉、イメージ等の連関作用が、患者の場合必要以上に緩んでしまったために、統合を欠いているのだと考えた。
また、精神医学者として精神分裂病の患者の言動を詳細に観察研究していたユングは、当時、「狂気」の故の無意味な反応と見なされていた分裂病の患者の理解不能な言動が、決して「無意味」ではなく、その患者が過去に体験した重要な事件を象徴しており、「意味」があることも発見した。

### 無意識の研究とフロイトとの交流
「連想実験」の研究を通じて、フロイトとは独立に無意識の力動構造を見出したユングは、無意識の動力学構造を利用して、精神分裂病の治療が可能ではないかとの展望を抱いた。しかし、無意識の心理現象については未知の部分が多すぎ、ユングが学んだ正統的なドイツの精神医学には、無意識の研究は存在していなかった。
しかし在野の心理療法家と呼ばれていた人たちのなかには、無意識の心理現象に詳しい者が多く、ジャネもまた、心理療法家として無意識の力動理論を唱えていたのである。当時においては、ウィーンのジークムント・フロイトが、無意識の心理学と心理療法理論において名声をあげつつあり、ユングはフロイトから多くのものを学ぶことができると考え、他方、連想実験の研究ですでに無意識の研究家としての地位を得ていたユングと親交を結ぶことは、フロイトにとっても非常に意味と価値あることであった。
また、当時のドイツ・スイスの精神医学界において、ジークムント・フロイトを評価し、精神分析を肯定的・積極的に承認したのはオイゲン・ブロイラーであったことも重要である。ユングはチューリッヒ大学精神科の講師であり、ブロイラーの後継者候補として有力な立場にあった。精神分析へのユングの接近は、ブロイラーの承認を得たもので、更に、ブロイラーはそのようなユングに期待したとも言うべきである。
こうしてユングはフロイトより精神分析を学び、フロイトの持っていた無意識についての豊富な知見を学ぶと共に、無意識の構造やその力動について、徹底的な議論を交わした。後にユングは『自伝』に記しているが、フロイトの無意識理解には限界があった。それはフロイトの弟子たち、追随者、共同研究者たちにも同様に言えた。ユングの主題であった、精神分裂病の力動を、フロイトの理論では解読できなかったし、治療法の指針もまた提示できなかったからである。

### 目標喪失と新しい理論の構成
ユングは自己の内面と向き合うために、チューリッヒ大学講師の職を辞し、1913年、フロイトの「リビドー」の定義を拡大させた自身の心理学を「分析心理学」として公に公表すると共に、フロイト及びその学派と訣別した。これをもって彼の精神の破局だと見なし、ユングがこの時期精神分裂病に陥っていたとする見方もある。しかし、この時期を彼の「創造の病」の時期と見なす見方もある。
事実、ユングはなおも不屈の意志で研究を続け、一見無関係に思えていたことが、実は深い関係があることや、様々な無意識の働きを見出す。ユングは、湖の近くに購入した家を、石匠の助力を得ながら徐々に増築し、それが自己の表現の一環となっていたことに後で気づいた。彼は自室で瞑想の時間をしばしば持った。研究の進展に行き詰まり、心を彷徨わせていたユングは、紙の上に落書きを描いていて、何故かそれが「円」に似た形へと向かっていることを見出す。後に「マンダラの研究」として纏められた「心の全体性」の象徴としての「円＝マンダラ」は、このようにしてユングに自覚されたものである。
ユングはフロイトとの決別以後は、精神分析的手法とは別の治療法を模索した。最初は方向喪失していた彼はそれでも患者と向き合い続け、やがて患者の無意識の流れに任せることに、治療的意義を見いだした。
1920年、フロイトとの訣別の7年後、ユングは、45歳で『心理学的類型 Psychological Type』を公刊し、彼自身の独自の深層心理学理論を発表する。

## ユング心理学の影響
ユング心理学の「集合的無意識」と「元型」の概念は、神話学や民俗学、宗教学や文化人類学の研究者に大きな影響を与えた。
チューリッヒのユング研究所が主催したエラノス会議には、心理学、宗教学、神話学、民俗学等の多様な研究者が出席し、会議において発表された論文は、学際的な研究成果として意味を持った。神話学者カール・ケレーニー、宗教学者ミルチャ・エリアーデ等は、ユング心理学より多くを学んだ。かつてユングの患者であったヘルマン・ヘッセも出席したという。
その一方、ユングが生前、錬金術や超常現象の研究なども志向し、「共時性」を、占星術、テレパシー、予知等を説明する原理としても考察したため、超常現象研究者やオカルト的宗教が、その主張を依拠させる科学理論として、ユング心理学を利用するというような事態も生じた。
ユングの向性（外向－内向）概念は、臨床心理学から一般心理学へ採り入れられた数少ない概念のうちの一つである。
1972年に発表されたドゥルーズ＆ガタリの「アンチ・オイディプス」は、フロイト精神医学の全般的批判を繰り広げたが、その中で、ユング的な方向性、無意識の多方向性を、機械状無意識というイメージを持って展開している。それはユングが統合失調症を解明しようとして挫折した方法を、洗練された論理によって成功させたものと言えよう。

## ユング心理学年表
- 1875年7月26日　カール・グスタフ・ユング、スイス・トゥールガウ州ケスヴィルに生誕。
- 1900年　チューリッヒ大学付属精神病院助手となる。
- 1902年　パリで、ピエール・ジャネの講義を聴講する。
- 1904年　「連想試験」に関する論文を公刊。各国より招待を受け、講演を行う。
- 1905年　チューリッヒ大学精神科講師に就任。
- 1907年　ジークムント・フロイトと対面する。この後、フロイトより精神分析を学び、また深層心理学についての意見を交わす。
- 1911年　国際精神分析協会会長に就任する。
- 1913年　フロイト及び精神分析学派と訣別する。またチューリッヒ大学講師の職を辞する。
- 1920年　『心理学的類型』を公刊する。
- 1921年　北アフリカ旅行。
- 1924年－25年　北米でプエブロ・インディアンの元で暮らす。
- 1926年　アフリカ・ケニヤのエルゴン山に学術調査旅行に赴く。
- 1930年　リヒャルト・ヴィルヘルムと共著で『黄金の華の秘密』を公刊。
- 1933年　スイス・アスコーナで、エラノス会議開催される。以降、毎年一回開催。
- 1939年　フロイト、亡命先ロンドンで、末期癌により安楽死（83歳）。
- 1942年　カール・ケレーニーと共著で『神話学入門』を公刊。
- 1948年　チューリッヒ・C・G・ユング研究所設立。
- 1961年6月6日　カール・ユング逝去（85歳）。
- 1988年　エラノス会議終了。